# Dakota Rose
Dakota Rose Ostrenga (Chicago, Illinois, Estados Unidos, 19 de septiembre de 1995), más conocida como Dakota Rose, es una modelo, bloguera de moda y personalidad de televisión estadounidense que reside en Tokio, Japón. Alcanzó la fama en Internet al publicar tutoriales de maquillaje en YouTube, que se volvieron virales en Asia y que le valieron el apodo de "Muñeca Barbie de la vida real". Después de llamar la atención en Japón, Rose modeló exclusivamente para la revista Popteen y también apareció en pasarelas, comerciales y programas de variedades. Está representada por Platinum Production.

## Desfiles de moda
- 東京ガールズコレクション in 名古屋 神戸コレクション 2017 Autumn/Winter
- KOBE COLLECTION 2016 Autumn/Winter
- hiromichi nakano 2016 S/S
- hiromichi nakano 2016 A/W (Mercedes-Benz Fashion Week Tokyo)
- 東京ガールズコレクション 2015 Autumn/Winter
- ガールズアワード 2015 Autumn/Winter
- 日本女子博覧会 JAPAN GIRLS EXPO 2015 秋

## Videos musicales
- Jamflavor - fallin' snow ～このまま二人で～ (2017)

## Anuncios
- 2019: Samsung
- 2017: Lotte Fit's
- 2015: Elemental Story
- Toho Jyutaku THE HOUSE
- Daimaru Matsuzakaya (para Hoho Girl)
- Reveur Hair
- BeleBEL
- Etude house
- SPUR
- Elle Girl
- Vogue Japan
- Numéro Tokyo
- ODDA magazine
- Cutie
- BABY,THE STARS SHINE BRIGHT
- Lila Magazine
- Samsung Galaxy
- 2013: Rêveur (junto con Kyary Pamyu Pamyu)
- Candydoll
- KERA Gothic and Lolita Bible
- CROOZ (エレメンタルストーリー)
- Popteen
- 2012: Rage of Bahamut

## Programas de TV
- ラストキス~最後にキスするデート (2016)
- ドラGo! (2016)
- 最近の若いもんは・ ・ ・IN THE WORLD (2015)
- ドラGo! (2015)
- Nepu & Imoto no Sekai Banzuke TV Show (2015)
- Downtown DX (2015)
- DANCING SANMA PALACE (2015)
- トリックハンター (2015)
- King's Brunch (2015)
- PON! (2015)
- Gyoretsuno dekiru horitsu sodanjo (2015)
- NHK 特ダネ投稿 Do 画 (2015)
- The World's Astonishing News! (2015)
- クイズ正解は出さないで (2015)
- 深イイ話 (2015)
- おじゃMAP!! (2015)
- Merengue no Kimochi (2015)
- Mecha-Mecha Iketeru! (2015)
- ZIP! (2012)